# Arcas (epònim)
Arcas (en grec antic Ἀρκάς), va ser, segons la mitologia grega, l'heroi epònim dels arcadis. És fill de Zeus i de la nimfa caçadora Cal·listo, companya d'Àrtemis. Una altra versió el considera fill del déu Pan.
Quan Cal·listo va morir, o segons la versió més coneguda, va ser transformada en ossa, Zeus va confiar el nen a Maia, la mare d'Hermes, que el va criar. Arcas, per part de mare, era net de Licàon, segons algunes versions, que regnava al país que més tard es va dir Arcàdia. Un dia, Licàon va voler posar a prova la saviesa de Zeus i li va servir el cos d'Arcas, fet a bocins i cuit, a punt per menjar. Zeus va veure la trampa i va tombar la taula, fulminant la casa de Licàon amb un llamp. El rei es va transformar en llop i Zeus va tornar la vida a Arcas.
De més gran, Arcas, un dia anant de cacera, va veure una ossa, que no era altre que la seva mare transformada. La va perseguir, però l'animal es refugià dins del temple de Zeus. Una llei prohibia perseguir a ningú amb armes dins del temple sota pena de mort, però Arcas va entrar seguint la seva presa. Zeus es va apiadar d'ell i de la seva mare i per evitar que els matessin els va transformar en constel·lacions: l'Ossa i el seu Guardià (Arcturus).
Arcas va regnar al Peloponnès sobre els pelasgs, que a partir d'ell van adoptar el nom d'arcadis. Va succeir Níctim, el fill de Licàon en el tron d'Arcàdia, i va ensenyar el seu poble a conrear el blat, cosa que havia après de Triptòlem, a elaborar el pa i a filar la llana.
Es va casar amb Leanira, filla d'Amiclas, i va tenir dos fills, Èlat i Afidant. De vegades es diu que aquests dos fills els va tenir amb l'hamadríada Crisopelia. Amb la nimfa Èrato va tenir un altre fill, Azà. Va repartir el regne d'Arcàdia entre els tres fills. Pausànias diu que la seva esposa es deia Meganira, filla de Crocó.